# Wallace Spearmon
Wallace Spearmon, Jr., (Chicago, 24 december 1984) is een Amerikaanse sprinter. Hij is Amerikaans recordhouder op de 200 m indoor.

## Biografie
Spearmon studeerde af aan de Fayetteville High School in Arkansas en studeert momenteel aan de Universiteit van Arkansas.
In augustus 2005 won hij een zilveren medaille op de wereldkampioenschappen in Helsinki op de 200 m. Met zijn persoonlijk record van 19,65 s, gelopen in 2006, was hij de vierde snelste atleet van de wereld. Alleen de Amerikanen Michael Johnson (19,32), Tyson Gay (19,62) en Xavier Carter (19,63) waren op dat moment sneller.
Spearmon werd in juni 2006 Amerikaans kampioen op de 200 m in 19,90.
Op de wereldkampioenschappen van 2007 in Osaka behaalde Spearmon de bronzen medaille op de 200 m (20,05). Ook won hij samen met Darvis Patton, Tyson Gay en Leroy Dixon de 4 x 100 meter estafette. Nadat enkele weken later op 23 september met de Wereldatletiekfinale in Stuttgart het atletiekseizoen eigenlijk al was afgesloten, vond op 28 september in Shanghai de eerste van drie Super Grand Prix wedstrijden in het Verre Oosten plaats. Wallace Spearmon greep er zijn kans en versloeg wereldkampioen en trainingsmaatje Tyson Gay op de 100 m met 9,96, een ruime verbetering van zijn PR. Gay kwam niet verder dan 10,02.
Op de Olympische Spelen van 2008 in Peking won Spearmon aanvankelijk brons op de 200 m sprint, achter Usain Bolt en Churandy Martina. Hij werd echter gediskwalificeerd, omdat hij een stap buiten zijn baan had gezet. Nadat Martina om dezelfde reden was gediskwalificeerd, ging de bronzen medaille naar Walter Dix, het zilver ging naar Shawn Crawford.
In 2012 nam hij deel aan de 200 m bij de Olympische Spelen van Londen. Via de series (20,47) en de halve finale (20,02) plaatste hij zich voor de finale. Daar werd hij vierde in 19,90. De wedstrijd werd gewonnen door de Jamaicaan Usain Bolt (goud; 19,32). 
In 2013 bij de WK in Moskou sneuvelde Spearmon op de 200 m in de halve finales. Met zijn 20,66 bleef hij ruim een seconde verwijderd van zijn PR en eindigde hij op een kansloze zesde plaats.

## Titels
- Wereldkampioen 4 x 100 m - 2007
- Wereldindoorkampioen 4 x 400 m - 2006
- Amerikaans kampioen 200 m - 2006, 2010
- NCAA-kampioen 200 m - 2004, 2005
- NCAA-indoorkampioen 200 m - 2005

## Persoonlijke records
Outdoor
| Onderdeel | Prestatie | Datum             | Plaats   |
| --------- | --------- | ----------------- | -------- |
| 100 m     | 9,96 s    | 28 september 2007 | Shanghai |
| 200 m     | 19,65 s   | 28 september 2006 | Daegu    |
| 300 m     | 32,14     | 7 juni 2009       | Eugene   |
| 400 m     | 45,22 s   | 8 juli 2006       | Parijs   |

Indoor
| Onderdeel | Prestatie | Datum            | Plaats       |
| --------- | --------- | ---------------- | ------------ |
| 60 m      | 6,66 s    | 11 februari 2012 | Fayetteville |
| 200 m     | 20,10 s   | 11 maart 2005    | Fayetteville |
| 300 m     | 31,88 s   | 10 februari 2006 | Fayetteville |
| 400 m     | 46,16 s   | 14 januari 2005  | Fayetteville |

## Palmares

### 200 m
Kampioenschappen
- 2005:  WK - 20,20 s
- 2005:  Wereldatletiekfinale - 20,21 s
- 2006:  Wereldbeker - 19,87 s
- 2006:  Wereldatletiekfinale - 19,88 s
- 2007:  WK - 20,18 s
- 2007:  Wereldatletiekfinale - 20,19 s
- 2008: DSQ OS (½ fin. 20,14 s)
- 2009:  WK - 19,85 s
- 2009:  Wereldatletiekfinale - 20,21 s
- 2010:  IAAF/VTB Bank Continental Cup - 19,95 s
- 2012: 4e OS - 19,90 s
- 2013: 6e in ½ fin. WK - 20,66 s (in serie 20,59 s)

Golden League-podiumplekken
- 2006:  Memorial Van Damme – 20,02 s
- 2007:  Memorial Van Damme – 19,88 s
- 2007:  ISTAF – 20,22 s
- 2009:  Memorial Van Damme – 20,19 s

Diamond League-podiumplekken
- 2010:  Eindzege Diamond League
- 2010:  Golden Gala – 20,05 s
- 2010:  British Grand Prix – 20,29 s
- 2010:  Herculis – 19,93 s
- 2010:  London Grand Prix – 20,12 s
- 2010:  Weltklasse Zürich – 19,79 s
- 2012:  Prefontaine Classic – 20,27 s
- 2012:  Herculis – 20,09 s
- 2012:  Birmingham Grand Prix – 20,23 s
- 2013:  London Grand Prix – 20,18 s

### 4 x 100 m
- 2007:  WK - 37,78 s

### 4 x 400 m
- 2006:  WK indoor - 3.03,24

1983 King, Gault, Smith, Lewis ·
1987 McRae, McNeill, Glance, Lewis ·
1991 Cason, Burrell, Mitchell, Lewis ·
1993 Drummond, Cason, Mitchell, Burrell ·
1995 Esmie, Gilbert, Surin, Bailey ·
1997 Esmie, Gilbert, Surin, Bailey ·
1999 Drummond, Montgomery, Lewis, Greene ·
2001 Nagel, du Plessis, Newton, Quinn ·
2003 Capel, Williams, Patton, Johnson ·
2005 Doucouré, Pognon, De Lépine, Dovy ·
2007 Patton, Spearmon, Gay, Dixon ·
2009 Mullings, Frater, Bolt, Powell ·
2011 Carter, Frater, Blake, Bolt ·
2013 Carter, Bailey-Cole, Ashmeade, Bolt ·
2015 Carter, Powell, Ashmeade, Bolt ·
2017 Ujah, Gemili, Talbot, Mitchell-Blake ·
2019 Coleman, Gatlin, Rodgers, Lyles ·
2022 Brown, Blake, Rodney, De Grasse ·
2023 Coleman, Kerley, Carnes, Lyles